# Fritz Strobl (Zauberkünstler)
Fritz Strobl (* um 1913; † 31. März 1960 in Wien im Alter von 46 Jahren) war ein österreichischer Schauspieler und Zauberkünstler, der mit einem Kartenkunststück für eine kurze Zeit großes Medieninteresse provozierte.

## Wirken
Vor und nach dem Zweiten Weltkrieg war Strobl Schauspieler in Wien, am Theater für 49, am Theater in der Josefstadt, im Kabarett Literatur im Moulin Rouge und an der Renaissancebühne.
Später wandte er sich der Zauberkunst zu und hier vor allem telepathischen Experimenten. Er war mit der Witwe von Hausner verheiratet, der in Österreich als österreichischer Hanussen galt.
Am 29. November 1950 präsentierte Strobl in dem Münchner Hotel Regina eine Vorstellung, in der er unter anderem eine Spielkarte von einer Zuschauerin wählen ließ. Anschließend wurde ein Radiogerät eingeschaltet, in dem die aktuellen Nachrichten zu hören waren. Während der Sprecher die Meldungen verlas, stockte er für einen Moment und sagte: „Regina – Karo Dame“, um daraufhin schweißgebadet zu verharren. In einem Nebenraum befand sich zu dieser Zeit ein junger Mitarbeiter des Bayerischen Rundfunks, Joachim Fuchsberger. Der Aufnahmeleiter schickte Fuchsberger sofort in den Senderaum, um die weiteren Nachrichten verlesen zu lassen. Dies war der Beginn von Fuchsbergers Karriere, wie er später selbst erzählte. Einem von dieser Version abweichenden, zeitgenössischen Bericht der Programmzeitschrift Gong zufolge habe der Sprecher die Nachrichten nach der ominösen Bemerkung konzentriert und gefasst weitergesprochen, sei jedoch nach der Sendung infolge der Konfrontation mit entsprechenden Vorwürfen so derangiert gewesen, dass man ihn vom weiteren Dienst freigestellt und nach Hause gefahren habe. Dort ist auch in einem Nachtrag zu lesen, dass der Sprecher nach anfänglichem Abstreiten eingeräumt habe, die Aktion mit Strobl verabredet zu haben.
Die Geschichte erregte großes öffentliches Interesse und wurde unter anderem von der Illustrierten Quick auf die Titelseite der Nr. 51, vom 17. Dezember 1950, gebracht. Weitere Berichte erschienen in Der Spiegel und Die Zeit.
Der bestochene Nachrichtensprecher Dietrich Elwenspoek (1921–1984), der sich selbst Dieter nannte, wurde später zu drei Wochen Gefängnis verurteilt: wegen groben Unfugs.

## Nachweise
1. ↑  Magisches Magazin, herausgegeben von Joe Wildon, Bielefeld, 10. Jg. Heft 2, Juli 1960, S. 97
2. ↑  Interview mit Joachim Fuchsberger in: Magische Welt, Heft 4, 2011, Seite 178
3. ↑  Bericht in der Zeitschrift "Gong", Heft 51, Dezember 1950, Seite 8
4. ↑  Mitteilung in Der Spiegel, vom 28. Januar 1959, Seite abgerufen am 12. Juni 2017

| Personendaten    | Personendaten                                    |
| ---------------- | ------------------------------------------------ |
| NAME             | Strobl, Fritz                                    |
| KURZBESCHREIBUNG | österreichischer Schauspieler und Zauberkünstler |
| GEBURTSDATUM     | um 1913                                          |
| STERBEDATUM      | 31. März 1960                                    |
| STERBEORT        | Wien                                             |